# Todtmoos
Todtmoos là một đô thị thuộc huyện Waldshut trong bang Baden-Württemberg thuộc nước Đức.
Diện tích đô thị này là 28,09 km2, dân số cuối năm 2006 là 2052 người.